# Государственный музейно-выставочный центр «РОСИЗО»
Государственный музейно-выставочный центр «РОСИЗО» (ФГБУК ГМВЦ «РОСИЗО»; прежнее название — «Росизопропаганда») — учреждение министерства культуры России, координирующее зарубежную (а отчасти и отечественную) выставочную деятельность российских музеев, и, кроме того, обладающее собственным музейным фондом (более 45 000 экспонатов), постоянными выставочными площадками и реставрационными мастерскими. 
Одна из заявленных стратегических задач РОСИЗО — популяризация художественного наследия России и новейшего российского искусства.

## История
РОСИЗО ведёт свою историю с 1959 года, когда при Министерстве культуры РСФСР была учреждена Дирекция художественных фондов и проектирования памятников. С 1977 по 1994 год существовал Республиканский центр художественных выставок и пропаганды изобразительного искусства «Росизопропаганда». Центр устраивал передвижные выставки и распределял произведения искусства по музеям СССР. За годы существования организации из её фондов в музеи было передано около 500 000 произведений искусства.
С 1 января 2010 года ГМВЦ «РОСИЗО» обрёл статус музея. Учредителем центра является Министерство культуры России. На сегодняшний день в оперативном управлении ГМВЦ «РОСИЗО» находится около 40 000 единиц хранения основного фонда.
РОСИЗО разрабатывает и реализует выставочные проекты в партнёрстве с зарубежными музеями.
25 мая 2016 года приказом Министерства культуры России к ГМВЦ «РОСИЗО» был присоединен в качестве структурного подразделения Государственный центр современного искусства (ГЦСИ). В 2019 году ГЦСИ перешел в состав ГМИИ им. А. С. Пушкина.

### История названия
- 1959—1977 — Дирекция художественных фондов и проектирования памятников
- 1977—1994 — Республиканский центр художественных выставок и пропаганды изобразительного искусства («Росизопропаганда»)
- С 1994 года — Государственный музейно-выставочный центр «РОСИЗО»
- В настоящее время — Федеральное государственное бюджетное учреждение культуры «Государственный музейно-выставочный центр «РОСИЗО»

## Площадки
- Штаб-квартира РОСИЗО с 2019 года расположена в усадьбе Тургеневых — Боткиных в Петроверигском переулке в Москве. Здесь регулярно организуются временные выставки.

- Галерея «РОСИЗО» на ВДНХ работала в 2017—2019 годах, в павильоне № 66, в разные годы до этого носившем названия «Узбекистан» и «Культура». За это время здесь было проведено несколько выставок: «Всегда современное. Искусство XX–XXI вв.» (2016), «Всегда современное. Время кино» (2016), «Всегда современное. #ТРИ. Жилинский. Обросов. Рабин» (2017). В 2019 году здание было передано Узбекистану.

- Павильон Книги (№ 516) на ВДНХ открылся после реконструкции в октябре 2017 года. Здесь находится культурно-просветительский центр под управлением «РОСИЗО», который располагает библиотекой, читальными залами, книжным магазином, кафе и площадкой для проведения лекций, встреч и кинопоказов. Работает сервис литературных рекомендаций — возможность посоветоваться с литературоведом и составить личный план чтения. В помощь читателям созданы тематические подборки, а входная зона оборудована сенсорными экранами, на которых можно посмотреть каталог книг.

- В здании на Профсоюзной улице располагается фондохранилище. Помимо этого, здесь находятся реставрационные мастерские «РОСИЗО». В здании осуществляются все этапы подготовки выставочных проектов: сбор экспонатов, подготовка музейных предметов к транспортировке. Здесь же ведётся работа хранителей, реставраторов и сотрудников отдела учёта фондов[4].

- Здание на Люблинской улице, построенное в конце 1920-х годов, является памятником московского конструктивизма. Изначально это был Дом культуры им. III Интернационала. В здании находится один из офисов «РОСИЗО», где расположены отдел региональных выставок, а также административные отделы.

## Коллекции

### Становление коллекции

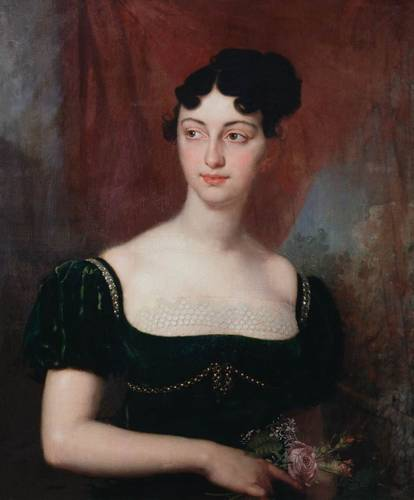
Вл. Боровиковский. Портрет Марии Николаевны Яковлевой. 1812. Из фондов «РОСИЗО»

С 1959 года Государственный музейно-выставочный центр «РОСИЗО» формировал и пополнял коллекции художественных музеев, картинных галерей и музеев-заповедников по всей России. Собственная коллекция РОСИЗО сложилась после 1992 года и включила фонды бывшего Министерства культуры СССР и Всесоюзного художественно-производственного комбината им. Е.В. Вучетича. Фонды позволяют РОСИЗО делать собственные выставки и участвовать в самых крупных и престижных групповых выставочных проектах — за свою полувековую историю РОСИЗО добился особого места на российской и международной художественной арене как организатор экспозиций.
В коллекции — живопись самых видных художников с 1930-х годов по настоящее время, графика 1930 ‒ 1990-х годов, скульптура и декоративно-прикладное искусство народов СССР.
Большой интерес представляет фонд, основой которого стал «Архив художественных произведений» — специальное хранилище, созданное в 1951 году по приказу Комитета по делам искусств при Совете Министров СССР.

### Архивный художественный фонд
Этот фонд в составе РОСИЗО представляет исторически сложившееся в 1930-1950 годы собрание живописи, графики, прикладного искусства, фотографий, книг, документов. Основой коллекции стал «Архив художественных произведений» — специальное хранилище, созданное в 1951 году по приказу Комитета по делам искусств при Совете Министров СССР.

### Фонд графики
В коллекции графики РОСИЗО представлены работы русских художников 1900–1940 годов, небольшое количество произведений 1950–1970 годов, коллекция 1980-х годов, коллекция книжной графики, а также подборка современного российского лубка, фронтового рисунка и советского экслибриса.

### Фонд декоративно-прикладного и народного искусства
В запаснике декоративно-прикладного и народного искусства хранится более 7 500 произведений по разделам: русское искусство, искусство народов, входящих в состав Российской Федерации, искусство народов бывших союзных республик СССР.

### Фонд современной живописи
Коллекция из фонда современной живописи представляет собой собрание произведений 1950-1980 годов известных художников прошлого столетия. В состав коллекции входит более тысячи картин.

### Фонд скульптуры
Собрание скульптуры РОСИЗО насчитывает 1100 произведений. Большая часть работ была приобретена у авторов в 1970–1980 годы. Это скульптуры различных школ и регионов России, а также произведения скульпторов бывших союзных республик.

## Деятельность

### Выставки
РОСИЗО выступал организатором и координатором ряда крупных выставок конца ХХ — начала XXI столетия: «Амазонки авангарда», «Москва — Берлин», «Россия!», «Коммунизм — фабрика мечты», «Россия — Италия. От Джотто до Малевича», — состоявшихся на крупных фестивалях и в ведущих музеях мира. В их числе — Лувр, Стеделийк-музеум, Венецианская биеннале современного искусства и «Европалия-2005», где Россия представила сразу 15 выставок.
В 2010-е годы среди выставок, организованных РОСИЗО, были, в частности, следующие: ретроспектива Виктора Попкова в Москве (2013 г.), Венеции и Лондоне (2014 г.), проекты «Казимир Малевич и русский авангард» (Амстердам — Бонн — Лондон, 2013-2014 гг.), «Палладио в России» (Венеция — Москва, 2015 г.), «Космонавты: рождение космической эры» (Лондон, 2015 г.), «Русский авангард. Упоение будущим» (Мехико,2015-2016), «Всегда современное. Время кино» (Москва, 2016 г.), «Лицом к будущему. Искусство Европы 1945 ‒ 1968» (Бельгия-Германия-Россия, 2016-2017 гг.), «Война глазами очевидцев. Фронтовой рисунок и плакат» (Москва, 2016 г.), «История советского кино в киноплакате. 1919 ‒ 1991», (Москва, 2016 г.), «1917. Революция. Россия и Швейцария» (Швейцария, 2017), «Валентина Терешкова: Первая женщина в космосе» (Великобритания, 2017), «Революция. Русское искусство 1917 ‒ 1932» (Великобритания, 2017), «Строители нового мира. Коминтерн. 1918-1924» (Москва, 2017), Инновация-2017, первая выставка в парке «Зарядье» «Русская Арктика», 4-я Уральская индустриальная биеннале современного искусства.  
В 2020-м музей принимал ежегодную национальную выставку «Трын*Трава. Современный русский стиль», которую в 2018-м организовали современные русские дизайнеры и художники Ирина Батькова, Светлана Попова, Юля Герасимова и Элина Туктамишева.

### Проекты в области современного искусства
- Московская международная биеннале молодого искусства  проходит с 2008 года. Это — смотр работ российских художников в возрасте до 35 лет включительно, работающих в сфере современного искусства. В ней участвуют также молодые зарубежные художники.

- Уральская индустриальная биеннале современного искусства проводится в Екатеринбурге с 2010 года. Специфика Уральской индустриальной биеннале состоит в работе с индустриальным контекстом и наследием Урала, осмысление которых происходит через актуальную художественную практику. На время проведения биеннале символы эпохи индустриализации, наложившей отпечаток на облик городов — производственные площадки, помещения крупных заводов и предприятий, уникальные объекты архитектуры конструктивизма — превращаются в выставочные залы и сцену для театральных постановок и перформансов.

- Ширяевская биеннале современного искусства организована в 1999 году самарскими художниками Нелей и Романом Коржовыми при активном участии Ханса-Михаеля Рупрехтера и Штутгартского союза художников. Соорганизатором проекта с 2007 года выступает филиал ГЦСИ в Самаре. Биеннале проводится в старинном российском селе Ширяево на берегу Волги — одном из самых красивых мест Самарской Луки, окружённом со всех сторон Жигулевским заповедником.

### Фестивали
- Ежегодный фестиваль «Интермузей» объединяет несколько сотен музеев со всей России. В 2016 году количество российских и зарубежных участников фестиваля достигло 316-ти. В рамках «Интермузея» проходит множество лекций, встреч и дискуссий, презентаций, полезных для профессионального развития. Кроме того, это фестиваль-конкурс: команды российских музеев соревнуются в четырёх номинациях, которые обновляются ежегодно.

- Международный фестиваль российской культуры «FeelRussia»  — фестиваль на открытом воздухе, организуемый РОСИЗО при поддержке министерства иностранных дел и министерства культуры России в зарубежных странах. В рамках фестиваля демонстрируются проекты из области музыки, танца, кино, моды, дизайна, театра, фотографии и т.д.   В 2016 году фестиваль прошёл в Казахстане, Германии, Австрии, Финляндии, Испании и Греции. Площадками фестиваля стали парковые зоны с суточной посещаемостью от 15 тысяч человек[17]. По замыслу организаторов, фестиваль «FeelRussia» позволяет расширить возможности в области культурного сотрудничества между странами-участницами.

### Культурно-просветительские проекты
Просветительская программа «Мир искусства» в Артеке помогает отдыхающим в лагере детям изучать искусство. Для этого в «Артеке» открыто постоянно действующее арт-пространство «РОСИЗО», организован профильный арт-отряд и работает изостудия. Методики обучения включают не только лекции, но и мастер-классы, интерактивные конкурсы и викторины, выставки и пленэры. Отдыхающим в «Артеке» предлагают присоединиться к арт-отряду для совместных занятий.
«Место встречи с искусством» — совместная просветительская инициатива Министерства культуры России и РОСИЗО, охватившая 29 малых и средних городов России. Специально для проекта был создан передвижной фонд полноразмерных репродукций картин Кузьмы Петрова-Водкина, Александра Дейнеки, Исаака Бродского, Петра Кончаловского, Юрия Пименова, Митрофана Грекова и других советских художников из крупнейших российских музеев. Передвижную выставку репродукций по малым городам сопровождали студенты Института искусств МПГУ, которые проводили экскурсии и организовывали мастер-классы для детей. По итогам детских мастер-классов был проведён межрегиональный конкурс детского рисунка «Моя картина», победители которого были отмечены поездками в «Артек» и на главную ёлку страны в Кремле.

### Отдел реставрации
Первая реставрационная мастерская масляной живописи была создана в 2004 году для реставрации картин из фондов РОСИЗО. Мастерская выросла в отдел, в котором работают реставраторы масляной живописи, темперы, графики, ткани, скульптуры, дерева, кожи, стекла и керамики[9].
За прошедшие годы мастерские провели работу по изучению, реставрации и подготовке к выставкам экспонатов не только из фондов РОСИЗО, но и из многих российских музеев. За 2017 год в мастерских было отреставрировано 56 предметов, около 1900 предметов искусства прошли осмотр и были подготовлены к экспонированию.
В мастерских проводится реставрация сложных по сохранности экспонатов: сильно разрушенных картин, почти полностью рассыпавшихся тканей. К жизни возвращены плащаница XVII века и знамёна XIX века, а также другие редкие памятники.

### Багетная мастерская
Багетная мастерская РОСИЗО занимается оформлением художественных произведений с 1988 года. За время её существования в мастерской оформлены тысячи предметов искусства для федеральных музеев, собственных фондов живописи и графики РОСИЗО. Мастерская принимает активное участие в подготовке произведений к самым крупным российским и международным выставкам. 

## Сотрудничество
РОСИЗО сотрудничает с крупнейшими музеями по России и всему миру. В рамках межмузейного сотрудничества за полувековую историю РОСИЗО работы отечественных художников смогли увидеть в Италии, Великобритании, Голландии, США, Мексике, Китае и во многих других странах.
Партнёрами РОСИЗО по организации выставок в разное время выступали ведущие мировые музеи, такие как Музей науки (Лондон), Национальный центр искусства и культуры имени Жоржа Помпиду (Париж), Музей Дворца изящных искусств (Мехико), Королевская Академия художеств (Лондон), Национальный художественный музей Китая (Пекин), Городской музей Коррера (Венеция). 
РОСИЗО сотрудничает со всеми региональными музеями России, партнёрами в СНГ, а также крупнейшими государственными музеями — Государственной Третьяковской галереей, Государственным музеем изобразительных искусств имени А. С. Пушкина, Государственным историческим музеем, Государственным центральным музеем современной истории России и «Эрмитажем».
РОСИЗО реализует совместные проекты с московскими музеями современного искусства — Московским музеем современного искусства и  Мультимедиа Арт Музеем. Партнёрами РОСИЗО в выставочной деятельности являются частные учреждения культуры, среди которых Музей современного искусства «Гараж», Еврейский музей и центр толерантности, Институт русского реалистического искусства (ИРРИ) (закрыт), известные российские и международные фонды — Фонд развития современного искусства, Фонд Бейлера (Базель, Швейцария), Фонд V-A-C, Фонд В. Потанина, общественные организации и государственные учреждения — Российское военно-историческое общество, Союз художников России, международный детский центр «Артек» и государственная корпорация «Роскосмос».

## Руководители Росизо (с 1988 года)
- 1988—2000 — Шандыбин О. Е.
- 2000 — Кудрявцев В. А. (и. о.)
- 2001—2007 — Зяблов Е. М.
- 2007—2009 — Колоев Р. Х.
- 2009—2013 — Львов А. А.
- 2013—2014 — Трегулова З. И.
- 2015—2018 — Перов С. Е.
- 2018—2019 — Грачёва С. М.
- 2019—2021 — Волосатова Т.Б.
- 2021—2025 — Галактионова О.Н.

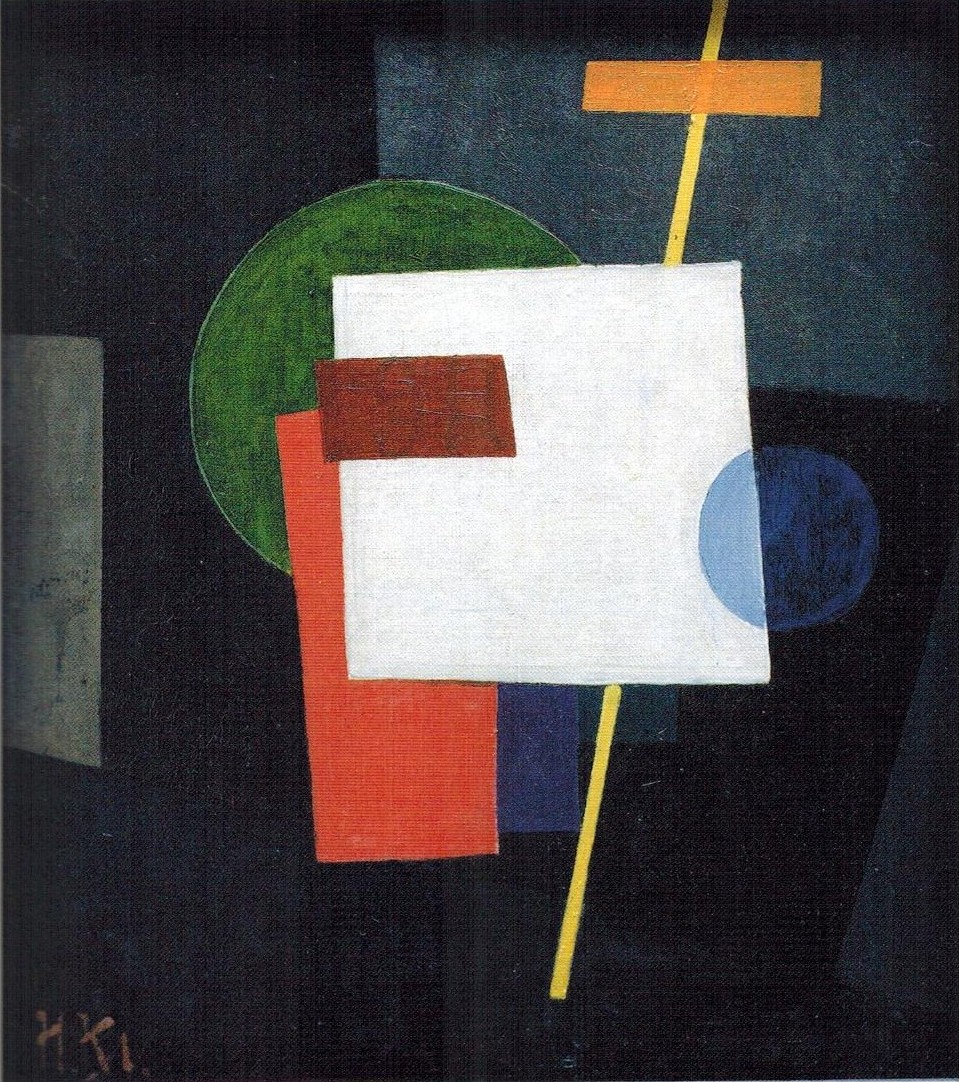
Клюн И. В. Супрематизм. 1916. Из коллекции «Всегда современное. Искусство ХХ-XXI вв»

- 2025 — н. в. — Лыкошин И.С.